# Schumanniophyton magnificum
Schumanniophyton magnificum är en måreväxtart som först beskrevs av Karl Moritz Schumann, och fick sitt nu gällande namn av Hermann August Theodor Harms. Schumanniophyton magnificum ingår i släktet Schumanniophyton och familjen måreväxter.

## Underarter
Arten delas in i följande underarter:
- S. m. klaineanum
- S. m. magnificum
- S. m. trimerum